# Siniša Anđelković
Siniša Anđelković (ur. 13 lutego 1986 w Kranju) – słoweński piłkarz grający na pozycji obrońcy w Venezii.

## Kariera klubowa
Karierę rozpoczął w Triglavie Kranj, z którym w 2004 roku podpisał zawodowy kontrakt. W roku 2008 trafił do Dravy Ptuj występującej wówczas w ekstraklasie słoweńskiej. Zadebiutował w tej drużynie 17 lipca 2008 roku w przegranym 0:2 meczu z Naftą Lendava. W barwach Dravy Ptuj grał przez półtora sezonu, strzelił jednego gola w 54 meczach. Podczas zimowego okienka transferowego w sezonie 2009/2010 przeszedł do NK Maribor, w którym po raz pierwszy zagrał 27 lutego 2009 roku w wygranym 3:2 meczu z NK Domžale. W tej drużynie po raz pierwszy zagrał w europejskich pucharach – wystąpił 15 lipca 2010 w zremisowanym 1:1 meczu kwalifikacji do Ligi Europy z Videotonem FC.
Pod koniec listopada 2010 roku Zlatko Zahovič, dyrektor sportowy NK Maribor, ogłosił, że klub prowadzi rozmowy z US Palermo dotyczące przejścia Anđelkovicia do włoskiego klubu. Transfer oficjalnie potwierdzono 7 grudnia 2010 roku. Piłkarz podpisał umowę na cztery i pół roku; zaczęła obowiązywać od stycznia roku 2011. Kwoty transakcji nie ujawniono, lecz Maribor poinformował, iż jest to najwyższa w historii suma za zawodnika z ekstraklasy słoweńskiej. W nowym klubie Słoweniec zadebiutował 12 stycznia 2011 roku w wygranym 1:0 meczu 1/8 finału Pucharu Włoch przeciwko Chievo Werona. Cztery dni później zadebiutował w Serie A w przegranym 1:3 pojedynku z Cagliari Calcio.
16 sierpnia 2011 roku Anđelkovicia wypożyczono do Ascoli Calcio. W barwach tego zespołu zadebiutował pięć dni później w przegranym 0:1 meczu trzeciej rundy Coppa Italia z AC Cesena. W lidze zadebiutował 27 sierpnia 2011 roku w przegranym 1:2 meczu z Torino FC.
18 lipca 2012 roku został wypożyczony do Modena FC, w której zadebiutował 24 sierpnia 2012 roku w zremisowanym 1:1 meczu z Hellasem Werona.
Pierwszy raz po powrocie z wypożyczenia Anđelković zagrał 11 sierpnia 2013 roku w wygranym 2:1 meczu drugiej rundy Pucharu Włoch z US Cremonese.

## Kariera reprezentacyjna
W reprezentacji Słowenii zadebiutował 9 lutego 2011 w wygranym 2:1 towarzyskim meczu z Albanią, w którym wszedł na boisko w 87. minucie za Andraža Kirma. Drugi raz zagrał w kadrze 25 marca 2012 w przegranym 0:1 meczu eliminacji do EURO 2012 z Włochami. Wszedł na boisko w 70. minucie za Mišo Brečko. Swoje trzecie spotkanie w kadrze zaliczył 14 sierpnia 2013 w przegranym 0:2 towarzyskim meczu z Finlandią. Wszedł na boisko w 63. minucie za Dominika Maroha.

## Życie prywatne
Gdy Anđelković był dzieckiem, jego rodzice się rozstali – matka wraz z siostrą wyjechała do Niemiec, a on pozostał z ojcem w Słowenii. W sierpniu 2013 został ojcem – jego partnerka Cristina urodziła ich syna Adriana.

## Warunki fizyczne
Ma 186 cm wzrostu. Gra głównie na pozycji środkowego obrońcy, lecz może też grać jako defensywny pomocnik lub boczny obrońca. Dobrze gra głową. Wzoruje się na Giorgio Chiellinim.

## Osiągnięcia
- Mistrzostwo Słowenii (1): 2010/2011